# Benoît Coquart
Pour les articles homonymes, voir Coquart.
Benoît Coquart, né le 30 novembre 1973 , est directeur général du groupe Legrand depuis février 2018.

## Parcours professionnel

### Formation
Diplômé de l'Institut d'études politiques de Paris en 1994 et de l'ESSEC en 1995, il intègre Legrand dès la fin de ses études en 1997 à l’âge de 22 ans et prend la responsabilité des activités du Groupe en Corée du Sud.

### Legrand
Il y a occupé de nombreux postes à responsabilité, et en particulier directeur du développement corporate, puis directeur de la stratégie et du développement. Il entre au comité de direction en 2010. En 2015, il devient directeur de Legrand France.
Benoît Coquart a été l'un des acteurs de la transformation numérique de Legrand. Lors d’un voyage en Inde, il fait savoir sa volonté de numériser une grande partie des lignes de production.
De l'acquisition de l’entreprise britannique Tynetec en 2013, au lancement de la marque « Legrand Care »en 2021,  il contribue à la diversification du groupe vers des solutions d’assistance à l’autonomie et de santé connectée.
Le 8 février 2018, il devient directeur général du groupe Legrand, après la dissociation de la fonction de président-directeur général.
En 2019, il est président du jury des Next Leaders Awards.
En 2020, en période de crise, il annonce l’annulation de l’augmentation de dividende, la réduction de sa rémunération annuelle,. Au premier trimestre 2021, malgré la hausse des prix des matières premières et le risque de pénuries, Benoît Coquart assure qu'il n’y a pas eu d'interruption de production dans aucune usine à travers le monde.
La même année, il engage l’entreprise dans la lutte contre l'homophobie en signant une charte « diversité et inclusion » et figure parmi les dirigeants qui agissent en faveur de l'inclusion des LGBT.
En 2021, il annonce la création d’un fonds solidaire dédié aux personnels des établissements médicalisés pour personnes âgées,,.

### Autres prises de fonctions
En juillet 2022, il est réélu président de l’Alliance des solutions électriques et numériques du bâtiment (IGNES), qui regroupe 60 entreprises actives dans le secteur du bâtiment et qui représentent plus de 2 milliards d’euros de chiffre d’affaires. La durée du mandat est de 3 ans.
Depuis 2017, il est vice-président de la Fédération des industries électriques, électroniques et de communication
(FIEEC).

## Prix et récompenses
En 2015, dans le cadre de la deuxième cérémonie des Trophées des industries numériques, il est nommé dans la catégorie Smart Boss.
En 2019, à l’occasion de la seconde édition de la Cérémonie des Rôles Modèles LGBT+ organisée par l’association L’Autre cercle, Benoît Coquart a été nommé dans la catégorie « Allié·e·s Dirigeant·e·s »,,.
Il est fait chevalier de la Légion d'honneur par décret du 29 décembre 2023.